# Planquery
Planquery é uma comuna francesa na região administrativa da Normandia, no departamento Calvados. Estende-se por uma área de 14,17 km². Em 2010 a comuna tinha 246 habitantes (densidade: 17,4 hab./km²).